# 李鳳琼
李鳳琼（英語：Alice Ishigami Lee Fung-king），香港泛民主派人士，柴灣起動成員，前香港東區區議會欣藍選區議員，現居英國蘇格蘭，並在當地小區重新擔任議員。

## 參與區議會選舉

### 2018年東區區議會補選
林翠蓮於2017年12月17日凌晨因中風病逝，終年51歲，觸發2018年6月10日補選。選舉有3人競選，代表民主派參選的社福界選委李鳳琼對決林翠蓮助理，曾經加入新民黨的陳真真以及民建聯的植潔鈴，植潔鈴獲得工聯會推薦。競選期間植潔鈴助選團被指在小西灣邨內毆打佳曉選民，亦涉嫌向小西灣邨居民派物品賄選，亦傳出林翠蓮前助理陳真真被勸退選以及被挖樁腳等新聞。結果則由打正民建聯工聯會雙牌頭的植潔鈴以2,268票多於得到泛民主派人士支持的李鳳琼1,302票及獨立陳真真的707票當選。
| 政党   | 政党           | 候选人    | 票数  | %     | ±      |
| ------ | -------------- | --------- | ----- | ----- | ------ |
|        | 獨立           | ①. 陳真真 | 707   | 16.53 | 不適用 |
|        | 獨立民主派     | ②. 李鳳琼 | 1,302 | 30.44 | 不適用 |
|        | 民建聯/ 工聯會 | ③. 植潔鈴 | 2,268 | 53.03 | +12.71 |
| 多数票 | 多数票         | 多数票    | 966   | 22.59 | 不適用 |

### 2019年東區區議會選舉
2019年區議會選舉，李鳳琼轉往欣藍選區參選，並獲柴灣起動支持參選。最終李以400多票擊敗爭取連任的黃健興，當選新一屆區議員。
| 政党   | 政党             | 候选人    | 票数  | %     | ± |
| ------ | ---------------- | --------- | ----- | ----- | - |
|        | 獨立民主派       | ①. 李鳳琼 | 3,982 | 52.18 |   |
|        | 香港島各界聯合會 | ②. 黃健興 | 3,543 | 46.43 |   |
|        | 柴灣區街坊福利會 | ③. 陳儀真 | 106   | 1.39  |   |
| 多数票 | 多数票           | 多数票    | 439   | 5.75  |   |

## 區議員生涯

### 政府突取消監警會會議

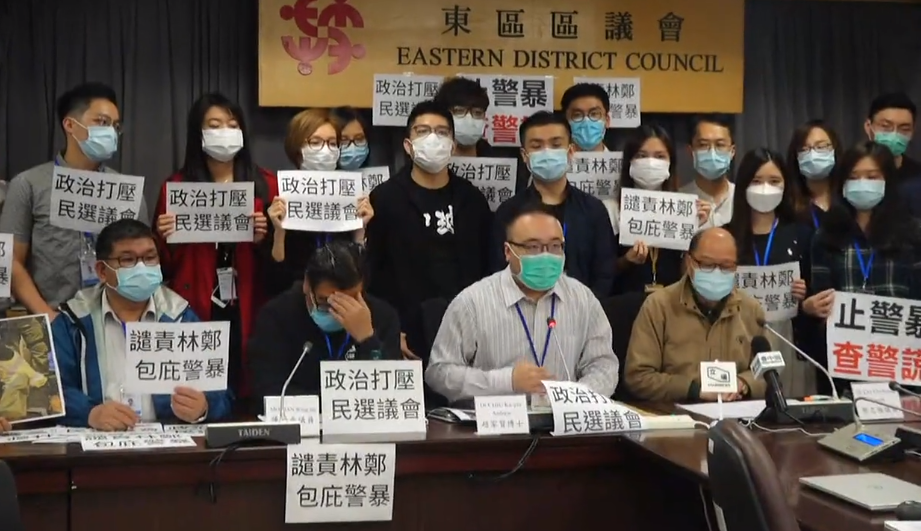
2020年3月10日，東區民主派議員譴責警務處不尊重民選議會 拒派員出席檢警會會議

2020年3月10日，東區區議會原定舉行「檢視警方執法及行動特別委員會」第三次會議，討論多項與反送中運動相關議案，包括要求警方交代8月5日晚上北角衝突中的警力問題、在11月在柴灣發射多次催淚彈的原因、於太古城和西灣河的執法行動等事件。不過民政處在會議當日早上突然向委員會成員發出電郵，稱會議的職權範圍「可能涉及全港性執法事宜」和「收到高層命令」而宣布取消會議。警務處也拒絕派員出席。區議會26名民主派議員批評警權凌駕區議會職能，政府高層打壓區議會。

### 請辭
2021年7月10日，李鳳琼決定辭任區議員（同日辭職的還有謝妙儀）。

## 資料來源
1. ↑  . 東區區議會.   [2019-11-30]. （原始内容存档于2021-03-13） （中文（香港））.
2. ↑  漂流傳奇, , 2024-06-29  [2024-07-01], （原始内容存档于2024-08-06）
3. ↑  .   [2020-02-11]. （原始内容存档于2018-06-16）.
4. ↑  「家庭主婦」李鳳琼或戰東區補選 對決民建聯 （页面存档备份，存于），香港獨立媒體，2018-04-16
5. ↑  .   [2020-02-11]. （原始内容存档于2020-03-28）.
6. ↑  .   [2020-02-11]. （原始内容存档于2020-03-28）.
7. ↑  .   [2020-02-11]. （原始内容存档于2018-10-11）.
8. ↑  . 香港獨立媒體網. 2019-10-12. （原始内容存档于2019-12-03）.
9. ↑  . 蘋果日報. 2020-03-10  [2020-03-14]. （原始内容存档于2021-03-13）.
10. ↑  . 香港獨立媒體. 2020-03-10  [2020-03-14]. （原始内容存档于2020-03-11）.
11. ↑  周皓宜. . 香港01. 2021-07-10  [2021-07-10]. （原始内容存档于2021-11-15） （中文（香港））.

## 外部連結
- . 東區區議會.   [2019-11-30]. （原始内容存档于2021-03-13） （中文（香港））.
- 李鳳琼的Facebook專頁

| 議會席位      | 議會席位                                             | 議會席位    |
| ------------- | ---------------------------------------------------- | ----------- |
| 前任： 黃健興 | 東區區議會 欣藍選區區議員 2020年1月1日—2021年7月10日 | 繼任： 懸空 |